# Damir Martin
Damir Martin (Vukovar, 14 de julho de 1988) é um remador croata, medalhista olímpico.

## Carreira

### Rio 2016
Martin competiu nos Jogos Olímpicos de 2012 e 2016. Em Londres, integrou a equipe que conquistou a medalha de prata no skiff quádruplo e no Rio de Janeiro competiu no skiff simples, onde novamente obteve a prata.